# Henri Rouyer
Henri Rouyer (* 3. März 1928 in Vevey; † 2010 in Paris) war ein Schweizer Maler, Lithograf und Kupferstecher.

## Leben und Werk
Henri Rouyer besuchte das Kollegium Saint-Maurice im Kanton Wallis und zog nach dem Tod seines Vaters 19-jährig nach Paris. Dort studierte er an der Sorbonne Philosophie. Nach dem Studium unterrichtete er einige Jahre und besuchte zusätzlich die École nationale supérieure des beaux-arts de Paris. 
Rouyer gewann zwischen 1980 und 1990 zahlreiche Preise. Von 1985 bis 2000 war er Präsident der Vereinigung Schweizerischer Maler, Bildhauer und Architekten von Paris (APSAS). Seine Werke zeigte er in über einhundert Ausstellungen im In- und Ausland.